# ياكوفليف إير-6
ياكوفليف إير-6 (بالإنجليزية: Yakovlev AIR-6)‏ هي من صناعة ياكوفليف. كان أول طيران لها في 1932. دخلت الخدمة في 1934، صنع منها 128 طائرة.